# (1187) Afra
Pour les articles homonymes, voir Afra.
(1187) Afra est un astéroïde de la ceinture principale découvert le 6 décembre 1929 par l'astronome allemand Karl Wilhelm Reinmuth. Le lieu de découverte est Heidelberg (024). Sa désignation provisoire était 1929 XC.
Sa distance minimale d'intersection de l'orbite terrestre est de 1,092960 ua.